# رحمت‌آباد (زواره)
رحمت‌آباد یک روستا در ایران است که در استان اصفهان واقع شده‌است. رحمت‌آباد ۱۰ نفر جمعیت دارد.